# Izoforming
Izoforming je kombinace izotermické perlitické přeměny a deformace, přičemž deformace se může uskutečnit před nebo v průběhu uvedené přeměny. Izoforming vede ke zjemnění a částečné sferoidizaci perlitu, jehož mechanické vlastnosti jsou lepší než u perlitu získaného izotermickým žíháním. Po ohřevu na austenitizační teplotu následuje ochlazení na teplotu tzv. perlitického nosu křivky počátků přeměny v diagramu IRA. Při této teplotě je ocel tvářena nejen před počátkem rozpadu, ale i během celé přeměny metastabilního austenitu na perlit.